# بخش بری، فرانسه
بخش بری (به فرانسوی: Arrondissement de Briey) یک بخش در فرانسه است که در مرت-ا-موزل واقع شده‌است.